# 八峰町
八峰町（日语：／ Happō chō */?）是位於日本秋田縣西北端的町，隸屬於山本郡。西邊面向日本海，東部坐落著世界自然遺產白神山地的山岳，當地人口則集中在國道101號和五能線各車站的周邊地區。八峰町自古時便作為漁業城鎮而繁榮，現今則以日本叉牙魚等海產而聞名。

## 地理
八峰町境內約80%的面積被森林覆蓋，7%的土地為農業用地。北部坐落著大鉢流山、真瀨岳等山岳，東部是世界自然遺產白神山地的山岳，並且位於秋田白神縣立自然公園的範圍內。西北部的岩礁海岸則位於八森岩館縣立自然公園的範圍內，西部的八森海岸為海階地形，其海拔為20至180公尺不等。發源於白神山地的竹生川、水澤川、泊川、真瀨川、小入川等河流經町内，並在西邊注入日本海。

### 氣候
根據統計，1981年至2010年八峰町的年均溫為11.5℃，年均降雨量為1464毫米，年均日照時數則為1383.5小時。當地春季至夏季受到從出羽丘陵吹下來的強勁東風吹拂，並在轄區內引發焚風。秋季至冬季則受到從日本海吹來的西風吹拂。當地的降雪期則從11月下旬持續至隔年3月中旬。平原地區的積雪深度約為10至50公分，山區的積雪深度則超過1公尺以上。

## 歷史
昭和58年（1983年）的日本海中部地震在八峰町引發震度5的地震，並造成當地共15人死亡、21人受傷、16棟住宅全毀和35棟住宅半毀。當地的建築和產業等受損總額約為49億3千萬日圓。
平成18年（2006年）3月27日，八森町與峰濱村合併成現今的八峰町。2011年3月11日的東日本大震災在八峰町造成7人受傷、4棟住宅部分毀損和3棟非住宅建築全毀或半毀。

## 行政
現任町長堀内滿也於2023年1月在選舉中當選，其任期將持續至2027年1月。

## 經濟
根據日本2020年的國勢調查統計，八峰町的就業人口中有20%從事第一級產業，24.6%的就業人口從事第二級產業，其餘的55.4%則從事第三級產業。八峰町自古以來便相當盛行漁業，西部的沿海地區則坐落著秋田縣内最大的漁業基地 - 八森漁港和岩館漁港。當地以日本叉牙魚等海產聞名，並在漁港内進行鮭魚的養殖。而八峰町的第二級產業以建造業、釀酒業、海產品加工和生產橡膠製品等為主。
由於八峰町内擁有白神山地的自然景點，因此吸引許多遊客前來。根據統計，2017年至2019年八峰町每年約有36萬至42萬的遊客到訪。2020和2021年則受到嚴重特殊傳染性肺炎疫情的影響下降至25萬至26萬人次。

## 教育
八峰町内共有2所小學校和1所中學校。根據2023年5月的統計，境內的小學校共有148名學生，中學校則共有120名學生。

## 交通
國道101號和東日本旅客鐵道的五能線並行穿越八峰町的沿海地區，為當地主要的交通路線。鐵路方面，五能線由北往南設置岩館站、秋田白神站、瀧之間站、八森站、東八森站和澤目站共6座車站。

## 姐妹城市
八峰町與以下日本行政區為友好姐妹城市:
| 市町村 | 都道府縣 | 締結日期      |
| ------ | -------- | ------------- |
| 茂木町 | 栃木縣   | 2024年2月20日 |

八峰町與以下外國行政區為友好姐妹城市:
| 國家           | 城市                   | 締結日期     |
| -------------- | ---------------------- | ------------ |
| 中华人民共和国 | 揚州市廣陵區（江蘇省） | 1997年6月4日 |

## 外部連結
- 八峰町 （页面存档备份，存于）